# Sondages sur les élections législatives portugaises de 2019
Cette page donne les sondages sur les Élections législatives portugaises du 6 octobre 2019. Tous les sondages de cette page ont été effectués entre les élections de 2015 et les suivantes.

## Sondages en 2019 avec le nouveau parti: Alliance
| Institut     | Dates                    | PSD    | PS     | BE     | CDS   | CDU   | PAN   | A     | Autres |
| ------------ | ------------------------ | ------ | ------ | ------ | ----- | ----- | ----- | ----- | ------ |
| Institut     | Dates                    |        |        |        |       |       |       |       |        |
| Aximage      | 21–25 septembre 2019     | 25,2 % | 37,4 % | 11,0 % | 5,1 % | 6,8 % | 3,6 % | -     | 6,6 %  |
| Pitagórica   | 21–24 septembre 2019     | 27,0 % | 36,4 % | 10,6 % | 4,4 % | 6,9 % | 3,0 % | 0,5 % | 7,6 %  |
| Pitagórica   | 20–23 septembre 2019     | 28,5 % | 36,0 % | 10,5 % | 4,4 % | 6,8 % | 3,7 % | 0,5 % | 7,0 %  |
| Pitagórica   | 19–22 septembre 2019     | 27,7 % | 37,6 % | 10,4 % | 4,7 % | 7,6 % | 3,3 % | 0,7 % | 6,3 %  |
| Pitagórica   | 18–21 septembre 2019     | 26,8 % | 38,7 % | 9,7 %  | 5,5 % | 6,9 % | 3,1 % | 1,0 % | 6,7 %  |
| Pitagórica   | 17–20 septembre 2019     | 26,6 % | 40,6 % | 8,8 %  | 5,2 % | 6,8 % | 3,6 % | 1,1 % | 6,1 %  |
| Pitagórica   | 9–12 septembre 2019      | 23,3 % | 39,2 % | 10,0 % | 5,6 % | 7,7 % | 3,2 % | 1,5 % | 8,6 %  |
| Eurosondagem | 7–12 septembre 2019      | 23,3 % | 38,3 % | 9,5 %  | 5,5 % | 7,1 % | 4,5 % | -     | 11,8 % |
| Intercampus  | 2–11 septembre 2019      | 23,6 % | 37,9 % | 9,8 %  | 6,3 % | 8,6 % | 5,2 % | -     | 8,6 %  |
| Aximage      | 1–8 septembre 2019       | 20,6 % | 38,4 % | 10,2 % | 4,6 % | 5,4 % | 4,9 % | -     | 15,9 % |
| Eurosondagem | 1–5 septembre 2019       | 23,3 % | 38,1 % | 9 %    | 6 %   | 6,9 % | 4,4 % | 1,7 % | 10,6 % |
| GfK/Metris   | 24 août–5 septembre 2019 | 23 %   | 42 %   | 9 %    | 5 %   | 6 %   | 4 %   | -     | 11 %   |
| Pitagórica   | 12–24 août 2019          | 20,4 % | 43,6 % | 10 %   | 4,9 % | 6,6 % | 3,2 % | 1,5 % | 9,8 %  |
| Multidados   | 18–28 juillet 2019       | 20,3 % | 35,5 % | 14,7 % | 3,3 % | 5,6 % | 7,9 % | -     | 12,7 % |
| Eurosondagem | 7 - 10 juillet 2019      | 23,6 % | 37,3 % | 9 %    | 6,4 % | 6,8 % | 4,3 % | 1,5 % | 11,1 % |
| UCP–CESOP    | 26 mai 2019              | 25 %   | 39 %   | 9 %    | 6 %   | 8 %   | 4 %   | 1 %   | 8 %    |
| Eurosondagem | 10–14 mars 2019          | 25,2 % | 37,3 % | 8,1 %  | 8,5 % | 7,1 % | 2,4 % | 3,3 % | 8,1 %  |
| GfK/Metris   | 9-21 février 2019        | 25 %   | 37 %   | 8 %    | 8 %   | 8 %   | 3 %   | 2 %   | 9 %    |
| Aximage      | 5-10 février 2019        | 24,4 % | 36,4 % | 8,9 %  | 9,3 % | 6,3 % | 2,5 % | 1,6 % | 10,6 % |
| Eurosondagem | 2-9 janvier 2019         | 24,8 % | 40 %   | 7,6 %  | 7,1 % | 7,1 % | 1,9 % | 4 %   | 7,5 %  |
| Amixage      | 4-7 janvier 2019         | 24,1 % | 37,7 % | 8,8 %  | 9,4 % | 7,2 % | 3,5 % | 1,2 % | 8,1 %  |

## SansPortugal en avant
| Institut                                                                    | Dates                          | PSD    | PS     | BE     | CDS   | CDU   | PAN   | Autres |
| --------------------------------------------------------------------------- | ------------------------------ | ------ | ------ | ------ | ----- | ----- | ----- | ------ |
| Institut                                                                    | Dates                          |        |        |        |       |       |       |        |
| Amixage                                                                     | 7-11 décembre 2018             | 24,7 % | 37 %   | 10 %   | 8,7 % | 6,2 % | -     | 13,3 % |
| Eurosondagem                                                                | 7-14 novembre 2018             | 26,8 % | 41,8 % | 7,7 %  | 7 %   | 7 %   | 1,8 % | 7,9 %  |
| Amixage                                                                     | 9-12 novembre 2018             | 26,4 % | 37,8 % | 9,1 %  | 7,7 % | 6,2 % | -     | 12,8 % |
| Amixage                                                                     | 1er-3 octobre 2018             | 24 %   | 38,9 % | 9,1 %  | 9,2 % | 7,4 % | -     | 11,4 % |
| Eurosondagem                                                                | 5-12 septembre 2018            | 27,5 % | 41,4 % | 8 %    | 7,7 % | 6,9 % | 1,1 % | 7,4 %  |
| Amixage                                                                     | 1er-2 septembre 2018           | 24,1 % | 39,9 % | 7,8 %  | 9,2 % | 7,1 % | -     | 11,9 % |
| Amixage                                                                     | 13-16 juillet 2018             | 27,2 % | 39 %   | 9,5 %  | 7,4 % | 7 %   | -     | 7,6 %  |
| Eurosondagem                                                                | 4-11 juillet 2018              | 27,3 % | 42 %   | 7,9 %  | 7,5 % | 7,3 % | 1,1 % | 6,9 %  |
| Amixage                                                                     | 9-12 juin 2018                 | 27,8 % | 37 %   | 10,3 % | 6,3 % | 7,2 % | -     | 8,5 %  |
| Amixage                                                                     | 9 mai 2018                     | 27,8 % | 39,4 % | 9 %    | 6,9 % | 7,6 % | -     | 9,3 %  |
| Eurosondagem                                                                | 3-9 mai 2018                   | 28 %   | 41 %   | 8 %    | 7 %   | 7,5 % | 1,5 % | -      |
| Eurosondagem                                                                | 8-14 mars 2018                 | 28,4 % | 41,5 % | 7,7 %  | 6,6 % | 7,3 % | 1,5 % | -      |
| Aximage                                                                     | 2-5 mars 2018                  | 27 %   | 39,2 % | 10 %   | 5,4 % | 7,4 % | -     | -      |
| Aximage                                                                     | 3-6 février 2018               | 26,4 % | 40,6 % | 8,8 %  | 6,2 % | 7,7 % | -     | 10,3 % |
| Eurosondagem                                                                | 14-17 janvier 2018             | 26,9 % | 41,3 % | 8,5 %  | 7 %   | 6,9 % | 1,8 % | 7,6 %  |
| Aximage                                                                     | 6-9 janvier 2018               | 26,2 % | 40,2 % | 9,2 %  | 6,2 % | 6,8 % | -     | 11,4 % |
| Eurosondagem                                                                | 6-12 décembre 2017             | 27,9 % | 40,2 % | 8,6 %  | 6,9 % | 7 %   | 1,7 % | 7,7 %  |
| Aximage                                                                     | 1er-4 décembre 2017            | 26,1 % | 39,9 % | 9,3 %  | 6,5 % | 7,5 % | -     | 10,7 % |
| Eurosondagem                                                                | 8-15 novembre 2017             | 28,4 % | 40 %   | 8,7 %  | 6,6 % | 6,9 % | 1,7 % | 7,7 %  |
| Aximage                                                                     | 4-6 novembre 2017              | 25,5 % | 39,1 % | 8,7 %  | 6,7 % | 8,6 % | -     | 11,4 % |
| Aximage                                                                     | 14-17 octobre 2017             | 23,8 % | 41,9 % | 9 %    | 5,9 % | 7,7 % | -     | 11,7 % |
| Eurosondagem                                                                | 4-11 octobre 2017              | 28 %   | 41 %   | 9 %    | 6 %   | 7,5 % | 1,4 % | 7,1 %  |
| Élections locales                                                           | 1er octobre 2017               | 30,4 % | 38,7 % | 3,3 %  | 4,1 % | 9,5 % | 1,1 % | 12,9 % |
| Aximage                                                                     | 26-28 septembre 2017           | 25,8 % | 43,7 % | 7,8 %  | 4,1 % | 7,8 % | -     | 10,8 % |
| Eurosondagem                                                                | 31 août - 6 septembre 2017     | 28,7 % | 40,3 % | 8,4 %  | 6,8 % | 7,3 % | 1,5 % | 7 %    |
| Aximage                                                                     | 29-30 août 2017                | 22,9 % | 43 %   | 9,1 %  | 5,2 % | 7,8 % | -     | 12 %   |
| Eurosondagem                                                                | 27 juillet - 2 août 2017       | 28,1 % | 40,8 % | 8,4 %  | 6,9 % | 7,6 % | 1,1 % | 7,1 %  |
| Aximage                                                                     | 6-11 juillet 2017              | 22,9 % | 44 %   | 10,1 % | 5,3 % | 7,8 % | -     | 9,9 %  |
| « Eurosondagem »(Archive.org • Wikiwix • Archive.is • Google • Que faire ?) | 28 juin - 5 juillet 2017       | 28,6 % | 40,4 % | 8,5 %  | 6,2 % | 7,8 % | 1,3 % | 7,2 %  |
| Aximage                                                                     | 7-11 juin 2017                 | 24,6 % | 43,7 % | 9,7 %  | 4,6 % | 7,8 % | -     | 7,3 %  |
| Eurosondagem                                                                | 1er-7 juin 2017                | 29 %   | 40 %   | 8,6 %  | 6,4 % | 7,5 % | 1,7 % | 6,8 %  |
| Eurosondagem                                                                | 3-10 mai 2017                  | 29 %   | 39 %   | 9 %    | 6,9 % | 7,6 % | 1,2 % | 7,3 %  |
| Aximage                                                                     | 5-8 mai 2017                   | 24,5 % | 42,4 % | 10 %   | 5,4 % | 7,7 % | -     | 10 %   |
| Aximage                                                                     | 2-4 avril 2017                 | 24,6 % | 42 %   | 9,5 %  | 4,8 % | 7,6 % | -     | 11,5 % |
| Eurosondagem                                                                | 30 mars - 5 avril 2017         | 29,3 % | 39,3 % | 9 %    | 6,4 % | 7,5 % | 1,4 % | 7,1 %  |
| Aximage                                                                     | 4-6 mars 2017                  | 26 %   | 41,7 % | 9,2 %  | 5,3 % | 6,8 % | -     | 11 %   |
| Eurosondagem                                                                | 1er-8 mars 2017                | 28,8 % | 38,3 % | 9,2 %  | 7,2 % | 8 %   | 1,8 % | 6,7 %  |
| Aximage                                                                     | 5-8 février 2017               | 26,4 % | 42 %   | 8,4 %  | 5 %   | 7,9 % | -     | 10,3 % |
| Eurosondagem                                                                | 1er-8 février 2017             | 29,2 % | 37,8 % | 9,2 %  | 7 %   | 8,3 % | 1,1 % | 7,4 %  |
| Aximage                                                                     | 6-9 janvier 2017               | 25,1 % | 41,7 % | 9,1 %  | 6,8 % | 6,9 % | -     | 10,4 % |
| Eurosondagem                                                                | 5-11 janvier 2017              | 30 %   | 37,3 % | 9,5 %  | 6,9 % | 7,8 % | 1,6 % | 6,9 %  |
| Eurosondagem                                                                | 7-14 décembre 2016             | 30 %   | 38 %   | 9,1 %  | 6,8 % | 7,7 % | 1,6 % | 6,8 %  |
| Aximage                                                                     | 2-4 décembre 2016              | 27,4 % | 40,1 % | 8,3 %  | 6,7 % | 7,5 % | -     | 10 %   |
| CESOP-Universidade Católica                                                 | 19-22 novembre 2016            | 30 %   | 43 %   | 8 %    | 6 %   | 6 %   | 2 %   | 5 %    |
| Eurosondagem                                                                | 2-9 novembre 2016              | 30,4 % | 37 %   | 9,7 %  | 6,6 % | 8,2 % | 1,1 % | 7 %    |
| Aximage                                                                     | 31 octobre - 1er novembre 2016 | 28,7 % | 38,3 % | 9 %    | 6,4 % | 7,3 % | -     | 10,3 % |
| Eurosondagem                                                                | 6-12 octobre 2016              | 30,7 % | 36,3 % | 9,5 %  | 7 %   | 8,3 % | 1,3 % | 6,9 %  |
| Aximage                                                                     | 1er-3 octobre 2016             | 30,6 % | 37,7 % | 8,7 %  | 6,1 % | 7,5 % | -     | 9,4 %  |
| Eurosondagem                                                                | 7-14 septembre 2016            | 32,1 % | 36 %   | 8,9 %  | 6,9 % | 8,1 % | 1,5 % | 6,5 %  |
| Aximage                                                                     | 2-5 septembre 2016             | 30,1 % | 39,8 % | 10,6 % | 4,6 % | 6,6 % | -     | 8,3 %  |
| Eurosondagem                                                                | 26 juillet - 2 août 2016       | 32,5 % | 35,5 % | 9,7 %  | 6 %   | 7,8 % | 1,4 % | 7,1 %  |
| Aximage                                                                     | 15-17 juillet 2016             | 30,5 % | 39 %   | 10 %   | 4,9 % | 6,8 % | -     | 8,8 %  |
| Eurosondagem                                                                | 30 juin - 6 juillet 2016       | 32,5 % | 35 %   | 9,5 %  | 6,5 % | 8 %   | 1,6 % | 6,9 %  |
| Eurosondagem                                                                | 1er-7 juin 2016                | 31,9 % | 35,3 % | 9,9 %  | 6,8 % | 8,1 % | 1,5 % | 6,5 %  |
| Aximage                                                                     | 30 mai - 1er juin 2016         | 32,1 % | 38,5 % | 10,2 % | 4,2 % | 6,7 % | -     | 8,3 %  |
| Aximage                                                                     | 7-9 mai 2016                   | 32,3 % | 38,6 % | 9,7 %  | 4 %   | 6,6 % | -     | 8,8 %  |
| Eurosondagem                                                                | 5-11 mai 2016                  | 31,7 % | 34,8 % | 9,6 %  | 7 %   | 8,4 % | 1,7 % | 6,8 %  |
| Eurosondagem                                                                | 7-13 avril 2016                | 32 %   | 34,3 % | 9,7 %  | 7,7 % | 8,3 % | 1,3 % | 6,7 %  |
| Aximage                                                                     | 2-3 avril 2016                 | 33,5 % | 35,6 % | 10 %   | 4,2 % | 6,2 % | -     | 10,5 % |
| Eurosondagem                                                                | 3-9 mars 2016                  | 32 %   | 35 %   | 9,2 %  | 8 %   | 7,8 % | 1,4 % | 6,6 %  |
| Aximage                                                                     | 1er-4 mars 2016                | 36,1 % | 33,8 % | 11,3 % | 2,2 % | 6,6 % | -     | 10 %   |
| Eurosondagem                                                                | 4-10 février 2016              | 32,5 % | 33,6 % | 10 %   | 7,5 % | 8,4 % | 1,2 % | 6,8 %  |
| Aximage                                                                     | 30-31 janvier 2016             | 36,1 % | 34,8 % | 10,9 % | 2,7 % | 6,6 % | -     | 8,9 %  |
| Aximage                                                                     | 16-20 janvier 2016             | 35,7 % | 35,3 % | 10 %   | 3,3 % | 6,8 % | -     | 8,9 %  |
| Aximage                                                                     | 2-5 janvier 2016               | 36,2 % | 35,5 % | 9,8 %  | 3,6 % | 5,6 % | -     | 9,3 %  |
| Eurosondagem                                                                | 1er-6 janvier 2016             | 32,1 % | 33,3 % | 10,1 % | 7,5 % | 8,5 % | 1,5 % | 7 %    |
| Eurosondagem                                                                | 3-9 décembre 2015              | 33 %   | 33,7 % | 9,5 %  | 8 %   | 7,8 % | 1,3 % | 6,7 %  |
| Aximage                                                                     | 28 novembre - 2 décembre 2015  | 35,3 % | 34 %   | 12,1 % | 4,1 % | 7,4 % | -     | 7,1 %  |

## AvecPortugal en avant
| Institut                    | Dates                        | PàF    | PS     | BE     | CDU   | PAN   | Autres |
| --------------------------- | ---------------------------- | ------ | ------ | ------ | ----- | ----- | ------ |
| Institut                    | Dates                        |        |        |        |       |       |        |
| CESOP-Universidade Católica | 5-6 décembre 2015            | 41 %   | 34 %   | 11 %   | 7 %   | 2 %   | 5 %    |
| Aximage                     | 31 octobre - 4 novembre 2015 | 40,1 % | 32,9 % | 10,5 % | 8 %   | 2 %   | 6,5 %  |
| Eurosondagem                | 29 octobre - 3 novembre 2015 | 40,8 % | 32,5 % | 10 %   | 8 %   | 1,5 % | 7,3 %  |
| Intercampus                 | 14-17 octobre 2015           | 41,3 % | 32,7 % | 11 %   | 7,7 % | -     | 7,3 %  |
| Résultats de 2015           | 4 octobre 2015               | 38,6 % | 32,3 % | 10,2 % | 8,3 % | 1,4 % | 9,2 %  |